# 세르게이 세묘노프 (레슬링 선수)
세르게이 빅토로비치 세묘노프(러시아어: Сергей Викторович Семёнов, 1995년 1월 26일~)는 러시아의 레슬링 선수로 2016년과 2020년 하계 올림픽에서 남자 그레코로만형 슈퍼헤비급 동메달을 획득했다.